# 세훈
세훈(본명: 오세훈, 1994년 4월 12일 ~ )은 대한민국의 보이 그룹 EXO와 EXO-SC의 리드래퍼, 리드댄서를 맡고 있다.

## 생애
1994년 4월 12일 서울특별시에서 태어났으며, 2006년 초등학교 6학년인 13살 때 떡볶이를 먹다가 SM관계자의 눈에 띄게 되어서 2년간의 오디션을 거쳐 2009년 중학교 3학년인 16살 때 SM 엔터테인먼트의 연습생이 되었다. 이후 약 4년 간의 연습기간을 거친 후 EXO의 다섯번째 멤버로 공개가 되었다.

## 음반 외 활동

### 방송
- KBS2 《불후의 명곡 전설을 노래하다》 (2013년 9월 14일)
- MBC every1 《EXO's 쇼타임》 (2013년 11월 28일 ~ 2014년 2월 13일)[3]
- Mnet 《뜨거운 순간 xoxo, EXO》 (2014년 5월 9일 ~ 5월 30일)
- Mnet 《EXO 90:2014》(2014년 8월 15일 ~ 2014년 10월 31일)
- 유튜브 《최자로드》(2020년 8월 20일)
- tvN 《빌려드립니다 바퀴 달린 집》 (2021년 9월 13일 ~ 2021년 9월 27일)

### MC
- 2014년 1월 4일 MBC 《쇼! 음악중심》 스페셜 MC

### 드라마
- 2013년 JTBC 《시트콩 로얄빌라》 - 2회 카메오
- 2015년 웹드라마 《우리 옆집에 EXO가 산다》 - 세훈 역
- 2018년 웹드라마《독고 리와인드》
- 2021년 SBS 《지금, 헤어지는 중입니다》 - 황치형 역
- 2023년 TVING 《우리가 사랑했던 모든 것》 - 고유 역

### 영화
- 중국 영화 《아애묘성인》
- 중국 영화 《친애(사랑)하는 아르키메데스》
- 한국 영화 《해적: 도깨비 깃발》 - 한궁 역

### 홍보대사
- 2012년 12월 대한적십자 RCY 홍보대사
- 2014년 2월 서울특별시 강남구 홍보대사

### 뮤직비디오
- 2012년 4월 소녀시대-태티서 'Twinkle' M/V 출연

- 2015년 5월 보아 《Who are you》 M/V 출연

### 스페셜 DJ
- 2016년 1월 11일 KBS 2FM 《슈퍼주니어의 키스 더 라디오》

## 수상 내역

### 개인
| 연도   | 수상 내역 |
| ------ | --- |
| 2016년 | - 2월 17일 제5회 《가온 차트 K-POP 어워드》 웨이보 케이팝 스타상                                                                           |
| 2017년 | - 2월 22일 제6회 《가온 차트 K-POP 어워드》 팬투표 인기상 개인부문 - 4월 8일 제5회 《인위에타이 V차트 어워드》 시상식 최고 인기 아티스트상 |
| 2019년 | - 11월 26일 제4회 《아시아 아티스트 어워즈》AAA X 동남미디어 FPT 폴리테크닉 인기상                                                         |